# کیتون (آلاباما)
کیتون (به انگلیسی: Keyton) یک منطقهٔ مسکونی در ایالات متحده آمریکا است که در شهرستان کافی، آلاباما واقع شده‌است. کیتون ۱۰۶٫۰۷ متر بالاتر از سطح دریا قرار دارد.